# Theristria maculosa
Theristria maculosa är en insektsart som beskrevs av Christine Lynette Lambkin 1986. Theristria maculosa ingår i släktet Theristria och familjen fångsländor. Inga underarter finns listade i Catalogue of Life.